# Município de Union (condado de Putnam, Ohio)
O município de Union (em inglês: Union Township) é um município localizado no condado de Putnam no estado estadounidense de Ohio. No ano de 2010 tinha uma população de 3.052 habitantes e uma densidade populacional de 38,74 pessoas por km².

## Geografia
O município de Union encontra-se localizado nas coordenadas 40° 58′ 06″ N, 84° 10′ 02″ O. Segundo o Departamento do Censo dos Estados Unidos, o município tem uma superfície total de 78.79 km², da qual 78.55 km² correspondem a terra firme e (0.31%) 0.24 km² é água.

## Demografia
Segundo o censo de 2010, tinha 3.052 habitantes residindo no município de Union. A densidade populacional era de 38,74 hab./km². Dos 3.052 habitantes, o município de Union estava composto pelo 98.95% brancos, o 0.1% eram afroamericanos, o 0.07% eram amerindios, o 0.07% eram asiáticos, o 0.03% eram insulares do Pacífico, o 0.56% eram de outras raças e o 0.23% pertenciam a duas ou mais raças. Do total da população o 1.02% eram hispanos ou latinos de qualquer raça.